# Sandías
Sandías är en ort i Mexiko.   Den ligger i kommunen Tepehuanes och delstaten Durango, i den centrala delen av landet, 900 km nordväst om huvudstaden Mexico City. Sandías ligger 1 744 meter över havet och antalet invånare är 114.
Terrängen runt Sandías är huvudsakligen kuperad, men den allra närmaste omgivningen är platt. Sandías ligger nere i en dal. Runt Sandías är det mycket glesbefolkat, med 6 invånare per kvadratkilometer. Närmaste större samhälle är Santa Catarina de Tepehuanes, 16,7 km nordväst om Sandías. Omgivningarna runt Sandías är i huvudsak ett öppet busklandskap.